# Carl von Stein zu Nord- und Ostheim
Carl Freiherr von Stein zu Nord- und Ostheim (* 15. Februar 1673 in Regensburg; † 5. März 1733 in Marburg) war ein deutscher Adliger und kurfürstlich-mainzerischer Premierminister.

## Leben und familiäres Umfeld
Er wurde als Sohn des Premierministers des Bayreuther Markgrafen, des Freiherrn Carl von Stein, geboren, als sein Vater auch markgräflicher Gesandter beim Ewigen Reichstag zu Regensburg war. Er stammte aus dem alten fränkischen reichsritterschaftlichen Geschlecht der Stein zu Nord- und Ostheim, das in Franken und Thüringen reich begütert war. Seine Mutter war die zweite Ehefrau seines Vaters, Margarethe Geyer, Freie und Edle Herrin zu Osterburg (1648–1722). Carl von Stein zu Nord- und Ostheim starb am 5. März 1733 in Marburg an der Lahn und ist ebendort in der Elisabeth-Kirche begraben.

## Politischer Werdegang
Carl von Stein studierte in Frankfurt (Oder), Leipzig und Wittenberg Rechtswissenschaft. Nach Abschluss seiner Studien begann er eine Verwaltungskarriere bei verschiedenen Dienstherren. Zunächst widmete er sich, obwohl protestantischer Herkunft, dem Deutschen Orden und wurde 1701 Ordensritter. Er stieg innerhalb des Ordens auf, wurde Landkomtur der Ballei Thüringen und schließlich Statthalter der Ballei Hessen. Daneben trat er auch in kaiserliche Dienste und wurde Kaiserlicher Rat. Auch der Kurfürst von Mainz bediente sich seiner großen Erfahrung: Er ernannte Carl von Stein zu seinem Premierminister.
Nebenbei widmete er sich auch noch der Bewirtschaftung seiner ererbten Familiengüter. In Völkershausen, einem der Stammsitze der Familie, erbaute er das Schloss und die Kirche. Ein Porträt Carls befindet sich in diesem Schloss noch heute.